# Ratpenat de dits llargs de Phillips
El ratpenat de dits llargs de Phillips (Miniopterus phillipsi) és una espècie de ratpenat de cova. Viu a altituds d'entre 263 i 1.590 msnm a l'Índia i Sri Lanka. El seu hàbitat natural són les coves situades en medis de clima humit i intermedi. Té una llargada de cap a gropa de 50-56 mm, la cua de 48-58 mm i un pes de 10-10,5 g. Fou anomenat en honor del mastòleg i plantador de te anglès William Watt Addison Phillips. Com que fou descoberta fa poc, l'estat de conservació d'aquesta espècie encara no ha estat avaluat formalment.